# Heretsried
Heretsried település Németországban, azon belül Bajorországban. Lakosainak száma 1039 fő (2023. december 31.).

## Népesség
A település népessége az elmúlt években az alábbi módon változott:
| Lakosok száma | 262  | 438  | 358  | 943  | 954  | 980  | 976  | 974  | 999  | 1039 |
|               | 1875 | 1950 | 1975 | 1987 | 2012 | 2014 | 2016 | 2017 | 2021 | 2023 |